# ジェミナイ県
ジェミナイ県（ジェミナイけん）は、中華人民共和国新疆ウイグル自治区イリ・カザフ自治州アルタイ地区に位置する県。県人民政府の所在地はトプテレク鎮（托普鉄熱克鎮）。

## 地理
新疆北部の辺縁、ジュンガル盆地の北縁、サウル山脈（薩吾爾山脈）の北麓、エルティシ川（額爾斉斯河）南岸にあたる北緯47度00分～47度59分、東経85度33分～87度09分、西はカザフスタン共和国と141kmに渡り国境を接し、東はブルルトカイ県、南はタルバガタイ地区のコブクサル・モンゴル自治県、と北はカバ県、ブルチン県に隣接する。県域は東西約120km、南北約110km。行政区域面積8,222km2。カザフスタン・ジュンガルプレート上、西ジュンガル古生代弧盆系、タルバガタイ（塔爾巴哈台）—サウル島弧帯に位置している。地質構造の発育、マグマの侵入および火山活動が頻繁、鉱産は比較的豊富で、各種鉱産物は28大類107種にのぼる。県内では石炭、金、トロナ、塩、大理石、粘土、硫酸ナトリウム、石膏などが開発利用されている。

## 歴史
「ジェミナイ」は九姓鉄勒のうちの一つの氏族名である。「吉木乃」の他「吉別乃」とも音訳される。清朝のジュンガル部平定の後、イリ将軍轄下のタルバガタイ参賛大臣の管理下に置かれ、1906年のホブド（科布多）、アルタイ（阿勒泰）の分治時には阿勒泰弁事大臣の管轄となった。辛亥革命後、1916年に県佐を設け、1930年に県制を正式に開始、県城は初め吉木乃（現在の吉木乃鎮の所在地）に設けられた。1962年4月には元の県城が農十師一八六団の管轄となり、県城はトプテレク鎮へ移転した。

## 行政区画
4鎮、3郷を管轄：
- 鎮：トプテレク鎮（托普鉄熱克鎮）、ジェミナイ鎮（吉木乃鎮）、カルジャイ鎮（喀爾交鎮）、ウラスト鎮（烏拉斯特鎮）
- 郷：トスト郷（托斯特郷）、シャルシカイ郷（恰勒什海郷）、ベステレク郷（別斯鉄熱克郷）
- 一八六団

## 主な観光地・名勝
- 木斯島山
- 塔特克什岩石画
- 北沙窩（夏夏合特庫木沙漠）
- 沙漠植物園
- 国門
- 中哈界橋
- 界碑
- ジェミナイ口岸
- 第四紀氷河跡
- サウル山草原
- 托海闊拉斯岩画
- 森塔斯湖石人および墓群
- 吉恩思汗墓
- 拉斯特河谷風景区
- カルジャイ河風景区

## 人口
総人口37,733人のうち男性19,090人、女性18,643人；漢族13,209人、県内の15少数民族の総人口24,524人；非農業人口18,530人、農業人口19,203人；城鎮人口総数10,121人(2005年）。カザフ族が人口の60％以上を占める。